# Acmophyllum bokotense
Acmophyllum bokotense är en insektsart som beskrevs av Luc A. Devriese 1999. Acmophyllum bokotense ingår i släktet Acmophyllum och familjen torngräshoppor. Inga underarter finns listade i Catalogue of Life.